# Thelymitra matthewsii
Thelymitra matthewsii là một loài thực vật có hoa trong họ Lan. Loài này được Cheeseman miêu tả khoa học đầu tiên năm 1910.